# Гельге (річка)
Гельге , також Гельгеон (швед. Helge å, також Helgeån [hεljə- або hεlgə-]) — річка на півдні Швеції. Довжина річки становить 190 км (202 км), площа басейну  — 4748,9 км² (4840 км², 4775 км², 4724,5 км²). Середня річна витрата води — 46,4 м³/с, мінімальна витрата води на день — 3,3 м³/с. На річці побудовано 17 малих ГЕС, на одній з її приток — 2 ГЕС.

## Географія
Річка Гельге за одними даними бере початок на півдні комуни Вернаму лену Єнчепінг (територія парафії Рюдагольм) на висоті 200 м над рівнем моря, за іншими даними — з низки невеличких озер на півдні лену Крунуберг, а річка, що бере початок у лені Єнчепінг, за цими даними, є лише притокою річки Гельге. Річка впадає у бухту Ганебуктен Балтійського моря.
Більшу частину басейну річки — 56 % — займають ліси, сільськогосподарські угіддя займають 21 %, болота й озера займають відповідно 7 % та 9 % площі басейну.
У річку на нерест на відстань до 27 км заходить лосось і пструг. Рибопропкскних споруд на ГЕС та інших гідротехнічних спорудах, що побудовані на річці, немає.

## ГЕС
На річці побудовано 17 малих ГЕС з загальною встановленою потужністю 33,01 МВт й з загальним середнім річним виробництвом 128,34 млн кВт·год. Крім того, на притоці річки побудовано ще 2 малих ГЕС з загальною встановленою потужністю 0,09 МВт й з загальним середнім річним виробництвом 0,36 млн кВт·год.

## Галерея

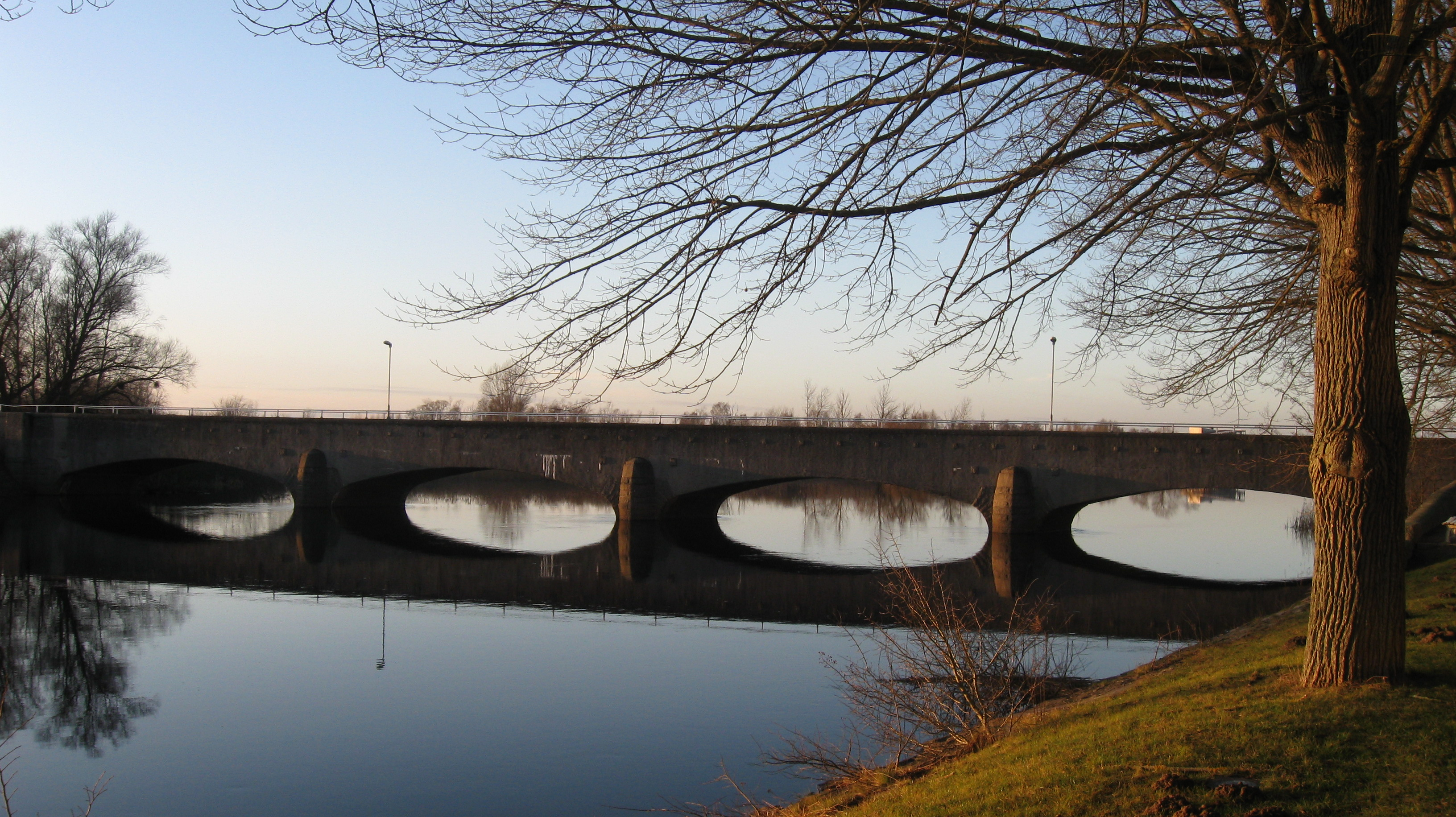
Міст через річку у місті Крістіанстад.
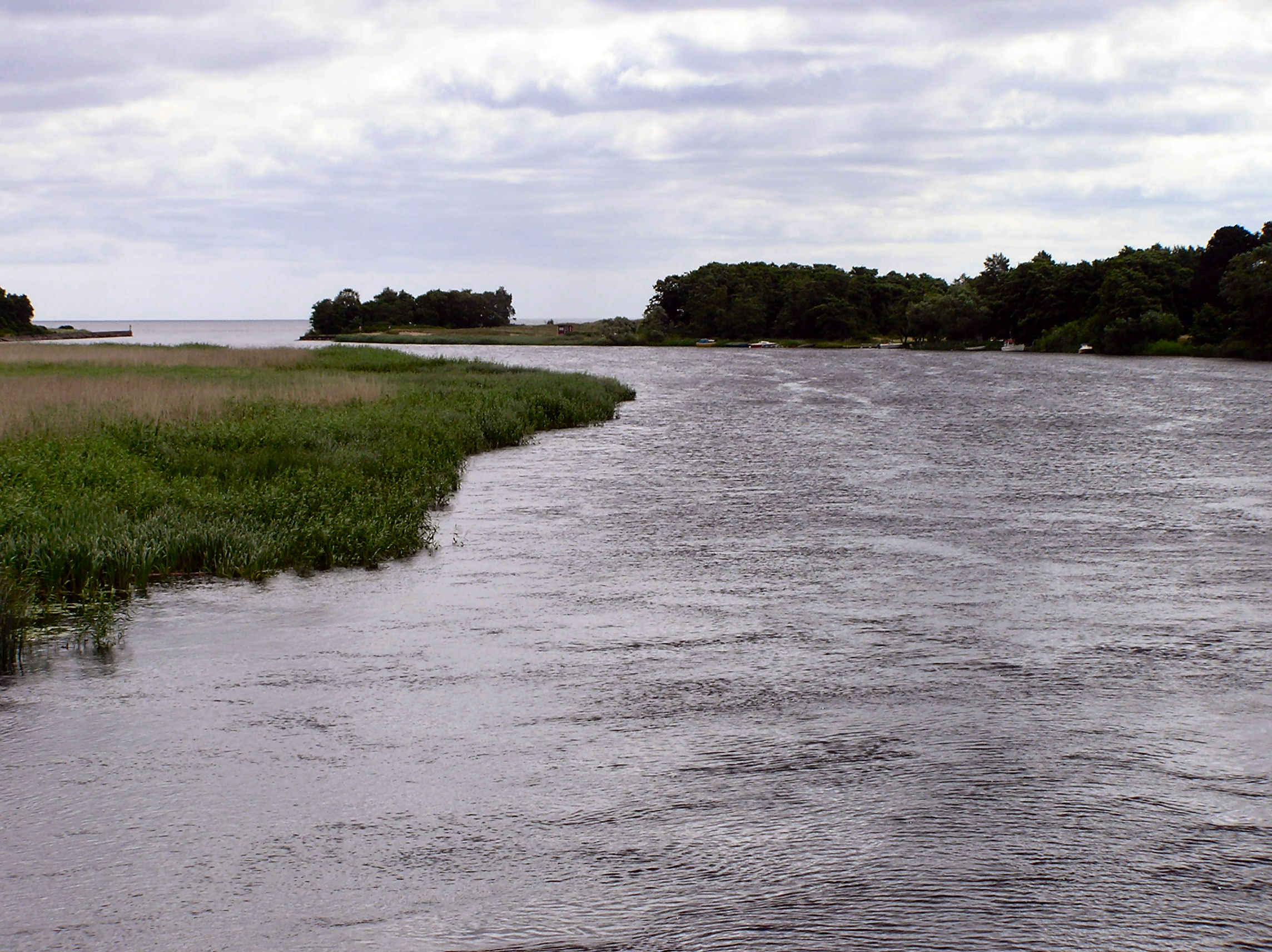
Гирло річки.
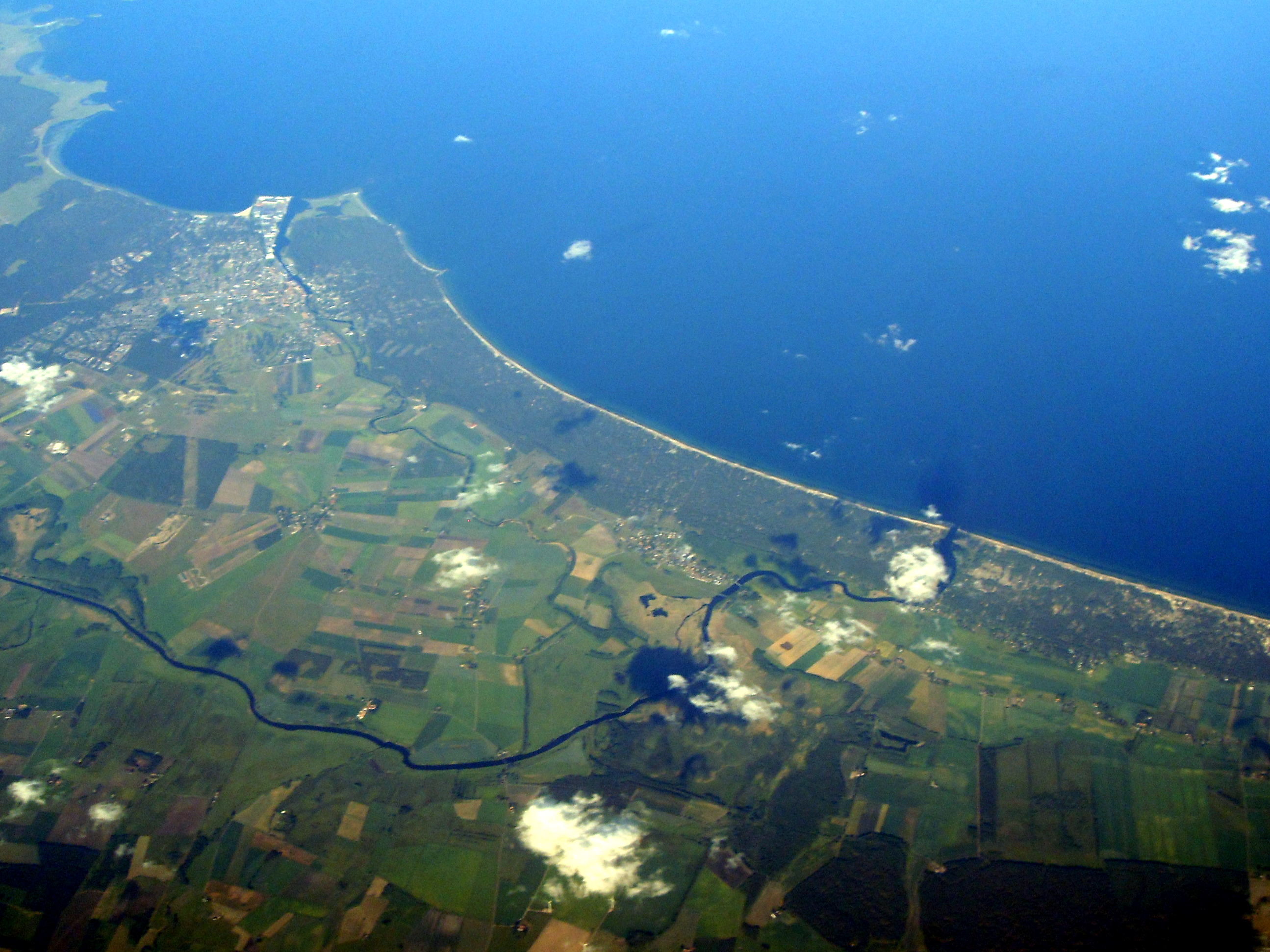
Вид на гирло річки з літака.

## Дивю також
- Список річок Швеції